# Unión Deportiva Salamanca
La Unión Deportiva Salamanca, S. A. D. fue una institución deportiva española con estatus jurídico de sociedad anónima deportiva, radicada en Salamanca, que contaba con equipos de fútbol y tuvo sección de atletismo.
Fue fundada el 9 de febrero de 1923 y disuelta por resolución judicial el 18 de junio de 2013.

## Orígenes y Antecedentes
Los inicios del fútbol en la ciudad de Salamanca datan del año 1905, fecha en la que un grupo de estudiantes de nacionalidad irlandesa que se encuentran cursando en la universidad, forman el Helmántica Foot-ball Club con el ánimo de disfrutar sus ratos de ocio. Esta sociedad es la pionera en la introducción de tan novedoso deporte, despertando la afición local que dos años más tarde una vez dominadas y practicadas sus reglas, en 1907 de la mano de Francisco Maldonado crea una nueva entidad, el Salamanca Team Foot-ball, basada con jugadores íntegramente salmantinos y el cual llega a participar en la Copa de España de ese año. Estos clubs tienen poco peso específico y acaban desapareciendo al poco tiempo de ser fundados. Sin embargo, la semilla del fútbol ya ha cuajado entre la juventud al igual que lo está haciendo en el resto del país y en los años diez surgen gran cantidad de formaciones, sobre todo ligadas al ámbito universitario, pero sin la debida organización preceptiva la cual hace que no perduren demasiado. Entre ellos destaca el Exploradores de España.
Pasan los años y la eclosión en forma de un club plenamente organizado se hace de rogar, siendo ya en 1920 cuando nace la Sociedad Deportiva Helmántica, club sobrio y con buenos fundamentos que crea afición, disputando sus encuentros en varios recintos sin ubicación determinada por no existir uno fijo. Paralelamente a este hecho surgen al igual que en la década precedente, un sinfín de clubs universitarios que aparecen y desaparecen al ritmo que marcan las carreras de sus integrantes. Es la época del Calatrava, del Salesianos, del Stadium Salmantino y del Español, todos ellos de vida efímera.

## Historia

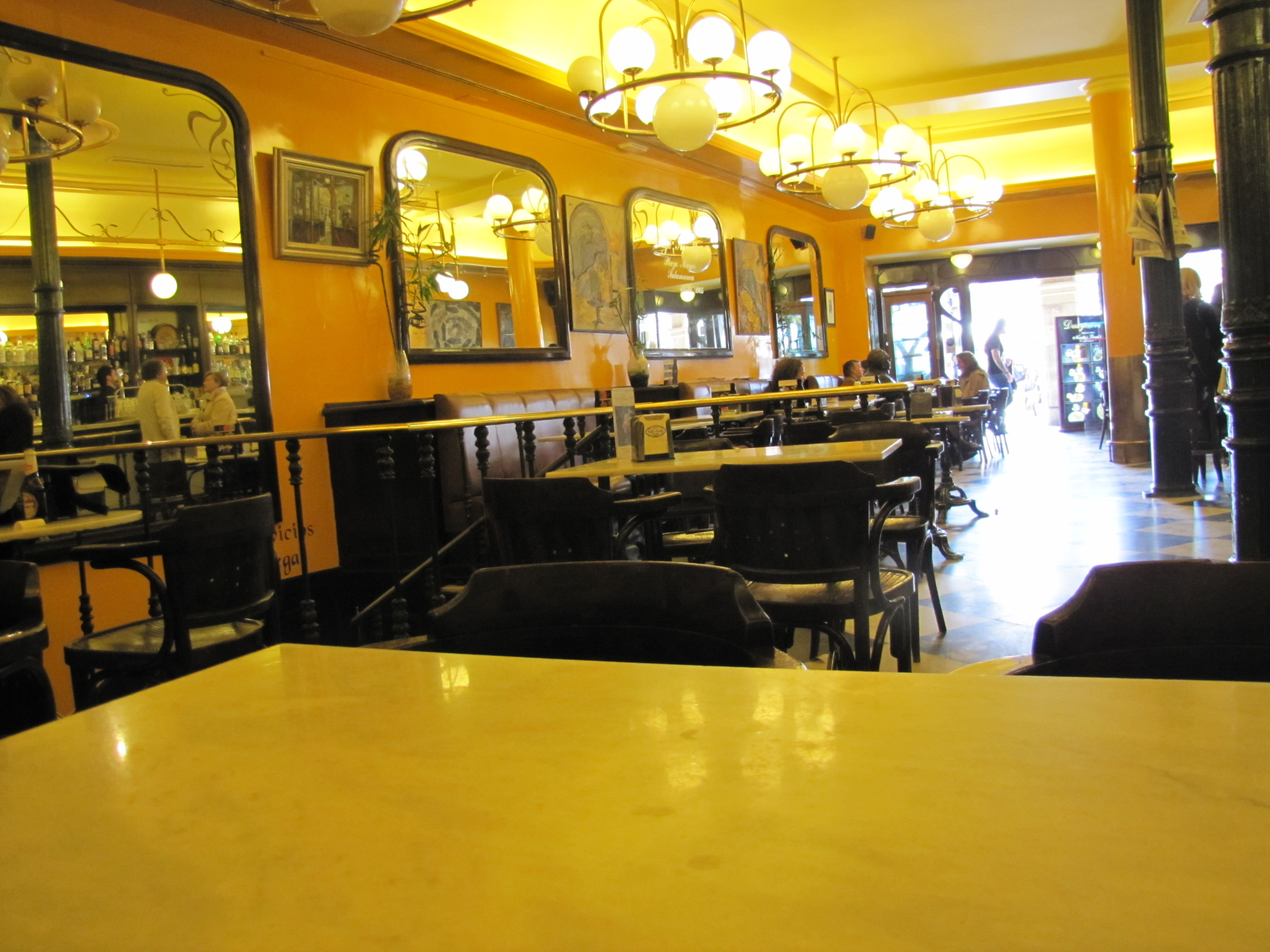
El acta de fundación se firmó en las mesas del centenario Café Novelty en la Plaza Mayor de Salamanca.

La Unión Deportiva Salamanca, S.A.D. (también conocida por los aficionados como la UDS o la Unión), fue fundada el 9 de febrero de 1923 bajo el nombre de Unión Deportiva Española y su estadio era el Campo del Calvario, que estaba situado en el Barrio de San Bernardo, cerca del cementerio salmantino. Se gestó y firmó el acta de fundación en las mesas del Café Novelty, en la Plaza Mayor de Salamanca. El fundador y primer presidente fue Federico Anaya, el alcalde de la ciudad en aquellos años.
Tras la proclamación de la Segunda República (1931), el club pasó a denominarse Club Deportivo Salamanca, para poco después, el 15 de enero de 1932, siendo presidente José Tejero Ruiz, adoptar su nombre definitivo de Unión Deportiva Salamanca.
Durante sus primeros años, el equipo jugaba los campeonatos regionales, alzándose con el título del Campeonato Regional Leonés de 1924. Una década después, en el año 1936, logra un importante hito, cuando el equipo consigue ascender a Segunda división. El debut en la categoría tuvo que esperar debido al comienzo de la guerra civil española, que hizo que las competiciones oficiales se interrumpieran durante tres años.
A mediados del siglo XX, las andaduras del club estaban marcadas por ascensos y descensos entre Tercera división y Segunda división. Fue en esta etapa, en la que el entrenador Soler consiguió dos Copas de España de Aficionados (57/58 y 58/59).
A finales de los 60, con Augusto Pimenta de Almeida como presidente, se decide vender la mayoría de los terrenos del antiguo estadio y construir uno más grande para las exigencias del equipo. Es así como se decide comprar los terrenos de Prado Panaderos en el término municipal de Villares de la Reina para construir el Estadio Helmántico, así como una serie de pistas anexas al mismo. El 8 de abril de 1970 es inaugurado dicho estadio, aunque el equipo ese año no pudo mantener la categoría y descendió a Tercera división.
En 1972, aún en la categoría de bronce, es contratado José Luis García Traid como entrenador. Con él en el banquillo, el equipo logra dos ascensos consecutivos, de forma que en la temporada 73/74 y bajo la presidencia de José Luis Paniagua, el equipo jugaría por primera vez en su historia en Primera división.
Fue una época dorada para el equipo charro: durante siete temporadas el equipo consiguió permanecer en la elite del fútbol español y en algunas de esas campañas rozando la competición europea. Otro éxito del conjunto charro fue acceder a semifinales de la Copa del Rey en la temporada 76/77.
Después del descenso, solo jugó en la temporada 81/82 en Segunda división; el equipo volvió a ascender de la mano de Manuel Villanova como técnico y de Francisco Ortiz de Urbina Díez como presidente.
La década de los 80 estuvo marcada por la caída del equipo, tras dos descensos consecutivos, a la categoría de bronce nacional, esta vez la Segunda B, que se empezó a disputar en el año 77, en la que estuvo tres años hasta lograr el ascenso.
Se repitió la historia a principios de la década de los 90, en la que se volvió a militar otros tres años en Segunda B, debido a las malas actuaciones del equipo en la fase de ascenso. Fue la época en la que se empezó a tramitar la conversión del club a Sociedad Anónima Deportiva, que se concretó el 25 de junio de 1992, cuando el presidente Juan José Hidalgo, hizo efectivo el pago de los 81 millones de pesetas que restaban para cubrir el capital. 

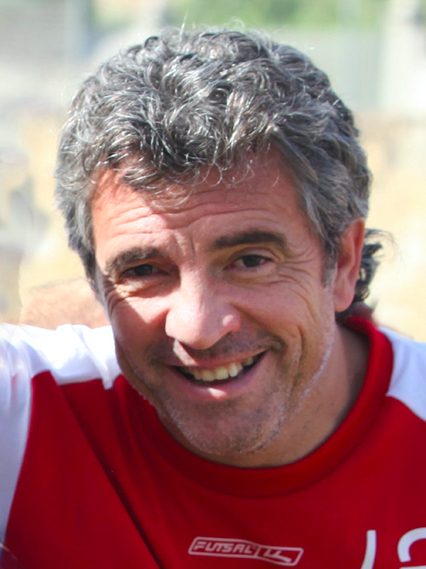
Juanma Lillo llevó a la UDS de 2.ªB a Primera División.

Juan Manuel Lillo fue el encargado de dirigir al equipo otra vez hasta la Primera división. Cogió al equipo en la Segunda División B y consiguió dos ascensos consecutivos, el último en un partido histórico en el que la UDS remontó un 0-2 en contra en el Helmántico contra el Albacete, para superar la eliminatoria en el Carlos Belmonte con un contundente 0-5, lo que hizo que las calles de la capital salmantina se llenaran de aficionados para celebrar el ansiado ascenso.
No duró mucho el sueño. El equipo quedó último clasificado en su regreso a la élite, por lo que volvió a descender, siendo el equipo más goleado de la categoría, lo que finalmente lo propició el descenso a la 2.ª División. Pero el equipo consiguió otro ascenso en la temporada siguiente, esta vez de la mano de Andoni Goikoetxea, tras vencer a domicilio en la última jornada con otro abultado resultado: 0-4 al Deportivo Alavés.

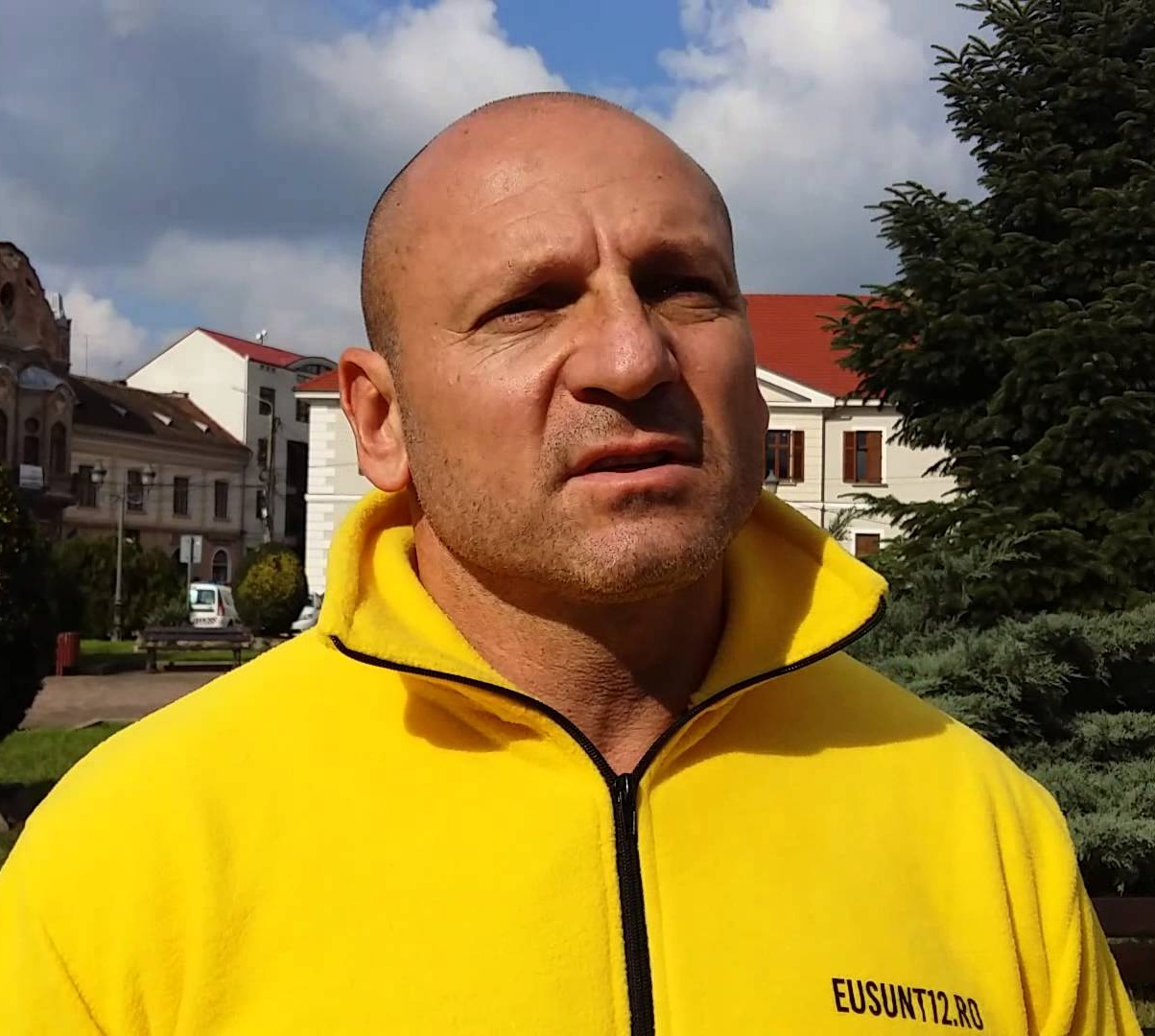
Stelea, portero del Salamanca entre 1997 y 2004.

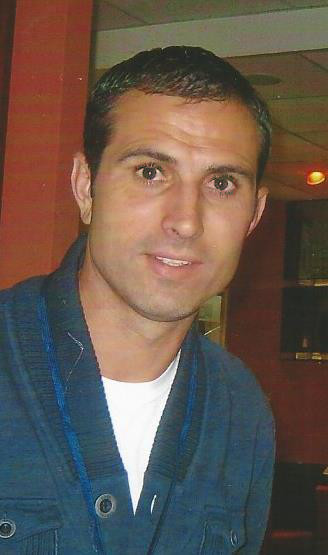
Pauleta jugó en el Salamanca entre 1996 y 1998.

En el regreso del equipo a Primera se consiguió la permanencia. En esta temporada, la Unión sería recordada como matagigantes de la categoría, tras goleadas y espectaculares remontadas contra equipos grandes de la Liga en el Helmántico, como 4-3 al FC Barcelona de Rivaldo y compañía, o 5-4 al Atlético de Madrid de Christian Vieri, el 6-0 al Valencia o el 1-4 al FC Barcelona a domicilio. La permanencia se logró en el último encuentro, con Txetxu Rojo en el banquillo, al vencer dicho partido en el Camp Nou. Pero la siguiente temporada no fue tan buena para los intereses de los charros. El equipo tuvo varios entrenadores, y no se consiguieron buenos resultados hasta que estuvo matemáticamente descendido.

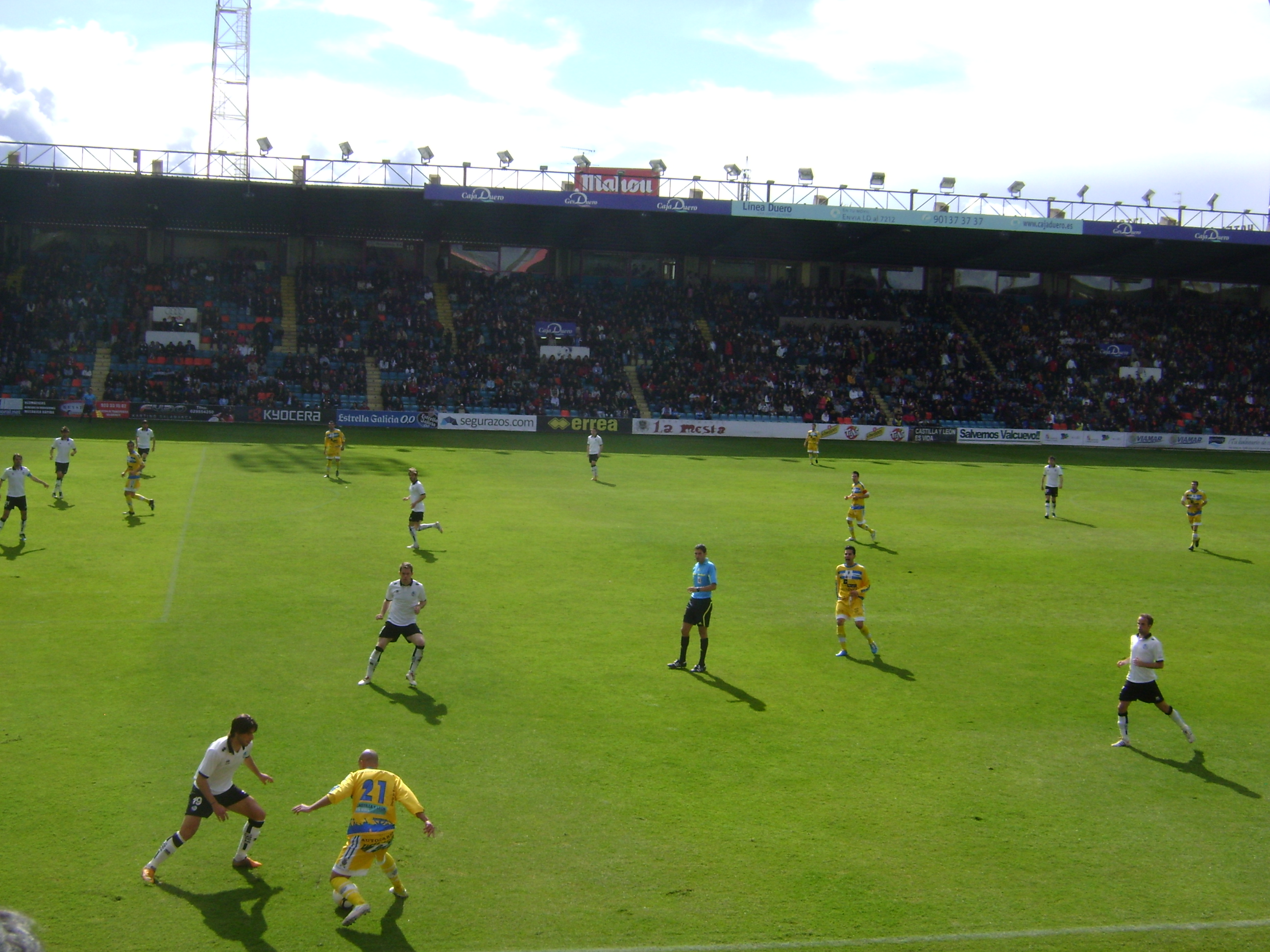
Partido de la UDS disputado en El Helmántico.

A punto se estuvo de lograr ascender en la campaña siguiente, la 99/00, pero el equipo desperdició una gran renta de puntos y acabó 4.º clasificado.
A principios del nuevo milenio, las andaduras del equipo fueron discretas en Segunda, hasta que en la temporada 04/05 se produce un nuevo descenso del conjunto albinegro. Esta vez, el equipo solo estaría un año en el pozo de la categoría del bronce, consiguiendo regresar a Segunda división de la mano de Javi López.
Sin embargo en este retorno a la segunda división el equipo salmantino realiza unas actuaciones más bien discretas, en la temporada 2009-10 evita el descenso en la última jornada cuando a falta de pocos minutos Kike López marca un decisivo gol ante el Villarreal "B". La salvación se celebró como un milagro, sin embargo la temporada siguiente 2010-11, nada pudo hacerse y tras ser dirigidos por Óscar Cano, Pepe Murcia y finalmente Balta, la Unión Deportiva Salamanca descendió a Segunda B en la penúltima jornada tras perder 5-1 contra el Barcelona "B".
El 18 de junio de 2013 los administradores concursales que gestionaban la Unión Deportiva Salamanca, después de que esta sociedad se acogiera a un concurso de acreedores, anunciaron que el convenio con los acreedores no se había aprobado, por lo que se procedió a su liquidación. Finalmente, la U. D. Salamanca desapareció por completo después de 90 años de existencia.

## Disolución
La Unión Deportiva Salamanca estaba ya en concurso de acreedores antes de su desaparición. La ausencia de un inversor que diese continuidad al club, y la elevada deuda que tenía el equipo fueron las causas principales de su disolución.
Se debía haber celebrado una junta de acreedores de la UDS el 18 de junio de 2013, en la cual se podía haber aprobado un convenio de acreedores. Pero la incomparecencia del Banco Popular, que era el principal acreedor, impidió que la junta tuviera lugar, de modo que el juzgado de lo mercantil de Salamanca dictó la disolución del club blanquinegro.

### Subasta de los bienes del club
Dos días más tarde el 20 de junio de 2013 a las 10:00 h se celebró la subasta de los bienes del club en el Juzgado de Salamanca, y la subasta se realizó en varios lotes:
- Primer lote: el Estadio Helmántico, el mobiliario, la boutique, los derechos deportivos y de imagen, los jugadores... por un precio de salida de 15 985 436 euros. Al quedar desierta la puja se pasa al segundo lote.
- Segundo lote: en el segundo lote se retiró el estadio y todo lo que este contempla y el precio pasó a ser de 1 235 436 euros, pero quedó desierta la puja así que se pasó al tercer lote.
- Tercer lote: se retiró la boutique, quedando el precio de salida en 970 000 euros, pero tampoco pujó nadie por este lote.
- Subasta individualizada: como ninguna de las subastas por lotes salió adelante, la resolución contemplaba el que se ofertara todos los bienes de la UDS de forma individualizada. Pero nadie pujó por ningún bien de la UDS por lo que estos entraron en un proceso de adjudicación directa.[4]

### Adjudicación directa
Hasta el 24 de junio se mantuvo abierto el plazo de adjudicación directa de los bienes del club, los bienes inmuebles se adjudicarían por el 90% de su valor de subasta, y los bienes muebles se adjudicarían por el 80% de su valor de subasta. Al quedar este proceso de adjudicación directa sin ninguna oferta se procede a la liquidación de sus bienes.

### Liquidación
El 28 de junio de 2013, tras la consecuente liquidación del UD Salamanca, Juan José Hidalgo fundó el Athletic Club Salamanca, sin ninguna relación con el anterior club, tras hacerse con los derechos federativos del club por 250 000 € en la subasta del 20 de junio, a nombre de la empresa Desarrollos y Proyectos Monterrubio S.L.,
El equipo fue inscrito en el grupo I de la Segunda división B, sin embargo, un conflicto administrativo con la RFEF impidió que el nuevo equipo debutase en liga ante el Caudal Deportivo al no haberse constituido como SAD.

### Compra del patrimonio del club
El 11 de julio de 2016, la empresa Desarrollos Empresariales Deportivos S.L. se hace con la propiedad del Estadio Helmántico por 1 052 000 €. La empresa cede su uso al CF Salmantino
El 10 de mayo de 2017, se hacía oficial la compra y de varios bienes de la Unión Deportiva Salamanca (previa autorización judicial) por la empresa Desarrollos Empresariales Deportivos S.L., por un precio de 152 008 €. Los bienes adquiridos fueron la boutique, marca, escudo, himno, trofeos y documentación histórica de la UDS. El presidente del CF Salmantino UDS anunció posteriormente que su intención era hacer uso de dichos símbolos en la temporada 2018-19, aunque habrá de ser "la afición" quien, de darse el caso, tome esa decisión. Esto, sin embargo, se encuentra en entredicho, puesto que dichas marcas podrían haber "caducado" y crear el equipo llamado Unionistas de Salamanca C.F., tal y como expresó en su día la EUIPO y como deben aclarar los tribunales.

## Denominaciones
El club ha tenido cuatro denominaciones a lo largo de la historia:
- Unión Deportiva Española (1923-1931)
- Club Deportivo Salamanca (1931-1932)
- Unión Deportiva Salamanca (1932-1992)
- Unión Deportiva Salamanca, S.A.D. (1992-2013)

## Símbolos

### Escudo

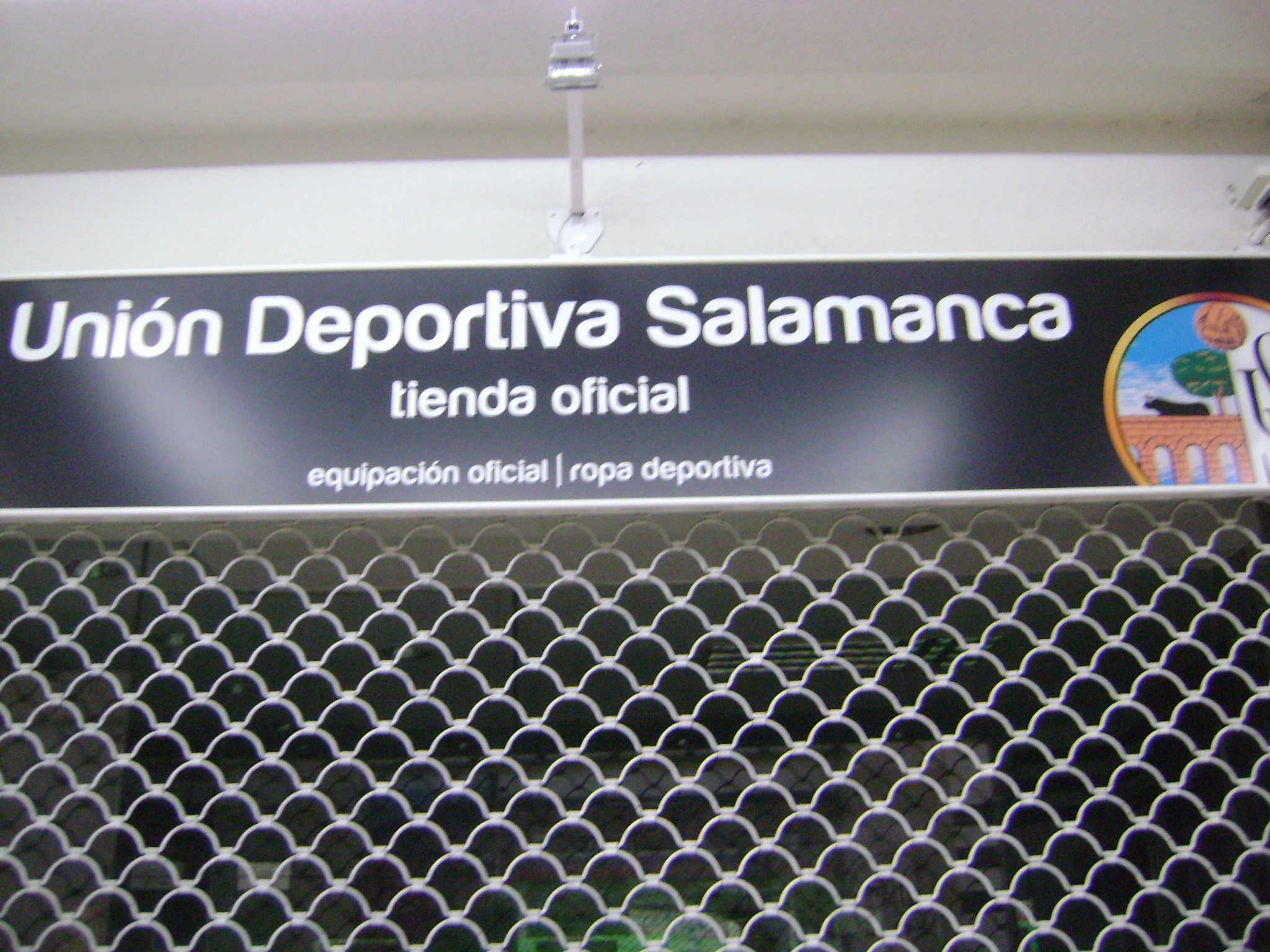
Tienda oficial de la UD Salamanca

El escudo de la Unión Deportiva Salamanca tenía forma circular y estaba dividido verticalmente en dos mitades o cuarteles. Entre ambas divisiones, en la parte superior, se encontraba un balón de fútbol de principios del siglo XX.
El primer cuartel era igual a su correspondiente en el escudo municipal de Salamanca: El puente romano de la ciudad, construido en el siglo I sobre el río Tormes, con un toro pasante y una encina. En el segundo, se leían las siglas UDS, iniciales del nombre del club: Unión Deportiva Salamanca.
El escudo data del año 1932, año que el equipo adoptó finalmente el nombre actual.

### Himno

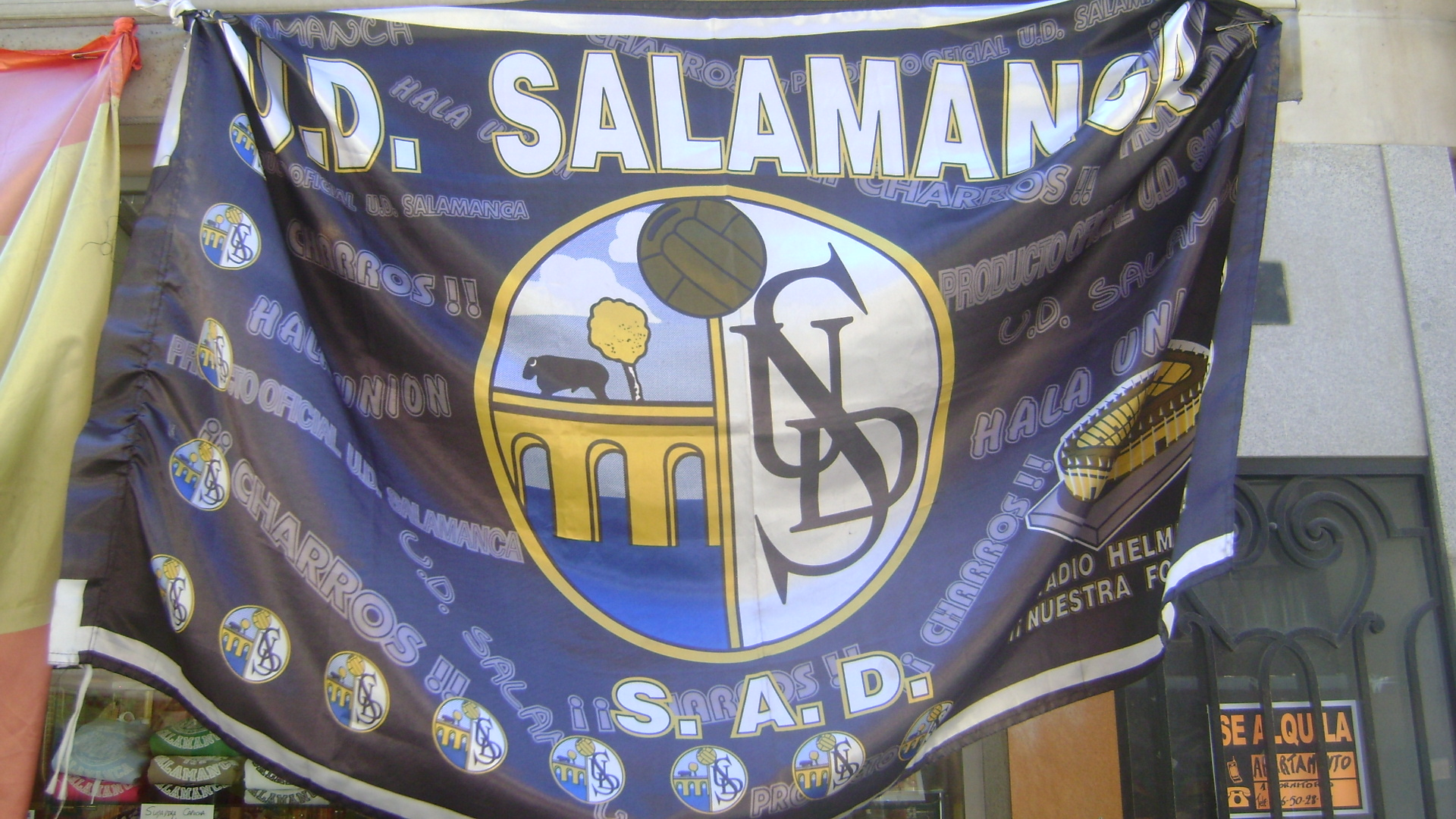
Bandera de la Unión Deportiva Salamanca

En la temporada 1976-1977, el entonces presidente, Francisco Cosme Maza, convocó un concurso para elegir el himno oficial del equipo. Fueron presentadas tres versiones distintas. Ganó el concurso la obra del poeta salmantino José Ledesma Criado, autor de la letra, y de Jesús García Bernalt, director del Coro de la Universidad de Salamanca, autor de la música. La versión original se graba con el Coro Universitario acompañado de la Banda Militar del Regimiento de la Victoria.
Además, en 1998, para conmemorar el 75.º aniversario del club, se realizó una nueva versión del himno, con música rock, interpretado por el grupo salmantino Ruido de Fondo.
Por otro lado, para celebrar el 90.º aniversario, se llevó a cabo de nuevo una tercera versión, esta vez por el grupo Godaiva.

### Uniforme
- 1.ª Equipación: Camiseta blanca, pantalón negro y medias blancas con detalles en negro.

|  |

- 2.ª Equipación: Camiseta negra, pantalón negro, medias negras con detalles en blanco.

|  |

| Periodo   | Proveedor   |
| --------- | ----------- |
| 1982-1989 | Adidas      |
| 1989-2000 | Joma        |
| 2000-2003 | Austral     |
| 2003-2007 | Joma        |
| 2007-2011 | Mobel Sport |
| 2011-2013 | Erreà       |

| Periodo   | Patrocinador                                               |
| --------- | ---------------------------------------------------------- |
| 1983-1989 | Ledesa                                                     |
| 1990-1992 | Batidos Puleva                                             |
| 1992-1995 | Halcón Viajes, ocasionalmente Salamanca, Ciudad de Cultura |
| 1995-1996 | Fuera, Sol Meliá; Casa, Caja Salamanca y Soria             |
| 1996-1997 | Caja Salamanca y Soria                                     |
| 1997-1998 | Expo '98 Lisboa                                            |
| 1999-2002 | Caja Duero                                                 |
| 2003-2004 | Fuera, Balearia; Casa, Sol Meliá y más tarde Caja Duero    |
| 2010-2011 | Caja Duero                                                 |
| 2011-2012 | Sin patrocinador                                           |
| 2012-2013 | Perfumerías Avenida                                        |

#### Evolución histórica primera equipación
La primera equipación ha mantenido la mayor parte de su historia la camiseta blanca y pantalón negro. Las medias empezaron siendo negras para cambiarlas a color blanco. También en sus primeros años llevó una franja a la altura del pecho de color azul celeste.
| 1923 | 1927 | 1931 | 1935 |

| 1948 | 1952 | 1967 | 1974 |

| 1987 | 1995 | 2009 | 2012 |

## Estadio

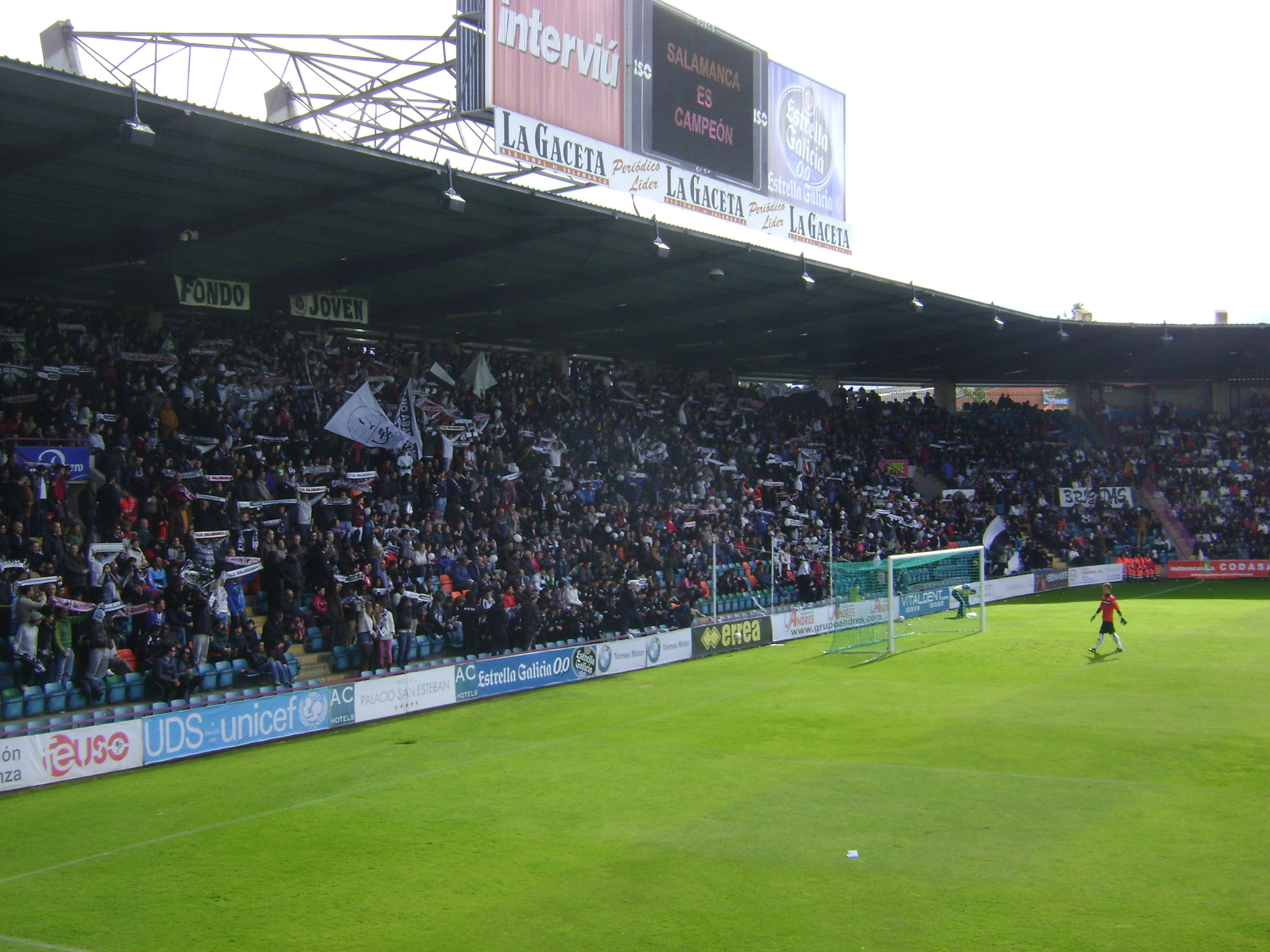
Afición de la UDS apoyando al equipo.

La Unión Deportiva Salamanca disputaba sus encuentros como local en el Estadio Helmántico.
Las obras de construcción comenzaron en 1969 en unos terrenos denominados Prado Panaderos en el término municipal de Villares de la Reina, adquiridos por el club charro en 1968.
Finalmente, y sustituyendo al Campo El Calvario, el estadio fue inaugurado el 8 de abril de 1970 y con el partido entre la Unión Deportiva Salamanca y el Sporting Clube de Portugal. El resultado final de este encuentro fue de 0-0.
En la actualidad, tiene capacidad para 17.341 personas, todas sentadas, y las dimensiones del terreno de juego son de 105 x 72 metros.

### Estadios históricos
- Campo de El Calvario (1923-1970)

## Datos del club
- Temporadas en 1.ª: 12
  - Más temporadas consecutivas en 1.ª: 7 (1974 a 1981)
  - Puesto más repetido en Primera División: 9.º → 3 temporadas (temporadas 1975-76, 1977-78 y 1979-80)
  - Mejor puesto: 7.º (1974/75)
  - Peor puesto: 22.º (1995/96)
- Temporadas en 2.ª: 34
  - Más temporadas consecutivas en Segunda División: 6 (1999-2005)
  - Mejor puesto en Segunda División: 2.º (temporadas 1941-42, 1950-51, 1981-82 y 1996-97)
  - Peor puesto en Segunda División: 21.ª (temporada 2004-05)
- Temporadas en 2.ªB: 9
  - Más temporadas consecutivas en Segunda B División: 3 (1985-1988) y (1991-1994)
  - Mejor puesto en Segunda División B: 1.º (temporadas 1987-88, 1991-92, 1993-94 y 2005-06)
  - Peor puesto en Segunda División B: 9.º (temporada 2011-12)
- Temporadas en 3.ª: 19
  - Más temporadas consecutivas en Tercera División: 6 (1954-1960)
  - Mejor puesto en Tercera División: 1.º (temporadas 1944-45, 1947-48, 1955-56, 1956-57, 1944-45, 1966-67, 1968-69 y 1972-73)
  - Peor puesto en Tercera División: 10.º (temporada 1970-71)
- Temporadas sin competir (Guerra Civil Española): 3
- Temporadas en Copa del Rey: 56
  - Mejor clasificación en Copa del Rey: 1/2 (1976/77)
- Puesto actual en la Clasificación histórica de 1.ª División de España: 32
- Puesto actual en la Clasificación histórica de 2.ª División de España: 20
- Puesto actual en la Clasificación histórica de 2.ª División B de España: 102
- Puesto actual en la Clasificación histórica de 3.ª División de España: 340

| Puesto histórico: 29.º | Puesto histórico: 29.º | Puesto histórico: 29.º | Puesto histórico: 29.º | Puesto histórico: 29.º | Puesto histórico: 29.º | Puesto histórico: 29.º | Puesto histórico: 29.º | Puesto histórico: 29.º |
| #                      | Temporadas en Primera  | Puntos                 | Partidos               | Partidos               | Partidos               | Partidos               | Goles                  | Goles                  |
| #                      | Temporadas en Primera  | Puntos                 | Jugados                | Ganados                | Empatados              | Perdidos               | Favor                  | Contra                 |
| ---------------------- | ---------------------- | ---------------------- | ---------------------- | ---------------------- | ---------------------- | ---------------------- | ---------------------- | ---------------------- |
| 29                     | 12                     | 377                    | 424                    | 124                    | 102                    | 198                    | 425                    | 581                    |

| Torneo                  | PJ  | PUNTOS | PG  | PE  | PP  | GF  | GC  | DG    |
| ----------------------- | --- | ------ | --- | --- | --- | --- | --- | ----- |
| Partidos en casa        | 212 | 281    | 101 | 56  | 55  | 284 | 198 | + 86  |
| Partidos como visitante | 212 | 96     | 23  | 46  | 143 | 141 | 283 | - 142 |
| Total                   | 424 | 377    | 124 | 102 | 198 | 425 | 581 | - 156 |

| Torneo                    | PJ  | PUNTOS | PG | PE | PP | GF  | GC  | DG    |
| ------------------------- | --- | ------ | -- | -- | -- | --- | --- | ----- |
| Partidos en casa          | 105 | 167    | 70 | 18 | 17 | 219 | 84  | + 135 |
| Partidos como visitante   | 98  | 82     | 28 | 21 | 49 | 100 | 147 | - 47  |
| Partidos en campo neutral | 2   | 1      | 0  | 1  | 1  | 2   | 3   | - 1   |
| Total                     | 205 | 249    | 98 | 40 | 67 | 321 | 234 | + 87  |

INFORMACIÓN:

## Récords equipo
- Mayores victorias en Liga como Local en 1.ª: 
  - U. D. Salamanca 6-0 Valencia C .F. el 12-04-1998 Liga 1997-98[15]
- Mayor victoria en Liga como Visitante en 1.ª: 
  - Rayo Vallecano 1-4 U. D. Salamanca el 08-10-1995 Liga 1995-96
  - F. C. Barcelona 1-4 U. D. Salamanca el 15-05-1998 Liga 1997-98
- Mayor derrota en Liga como Visitante en 1.ª:  
  - Athletic Club 6-1 U. D. Salamanca (25-4-1981)
- Mayor derrota en Liga como Local en 1.ª:  
  - U. D. Salamanca 0-5 Deportivo de La Coruña (27-1-1996)

## Trayectoria histórica
*La Segunda División B fue introducida en 1977 como categoría intermedia entre la Segunda División y Tercera División.

### Resumen estadístico
Nota: En negrita competiciones activas.
| Competición                  | Temp. | P.J. | P.G. | P.E. | P.P. | G.F. | G.C. | D.G.   | Puntos | Mejor resultado |
| ---------------------------- | ----- | ---- | ---- | ---- | ---- | ---- | ---- | ------ | ------ | --------------- |
|                              |       |      |      |      |      |      |      |        |        |                 |
| Primera división             | 12    | 424  | 124  | 102  | 198  | 425  | 581  | - 156  | 377    | 7.º             |
| Segunda división             | 34    | 1162 | 422  | 300  | 440  | 1534 | 1533 | + 1    | 1318   | 2.º             |
| Segunda división B           | 9     | 346  | 175  | 100  | 71   | 545  | 303  | + 242  | 499    | Campeón         |
| Tercera división             | 19    | 572  | 368  | 97   | 107  | 1409 | 528  | + 881  | 833    | Campeón         |
| Campeonato de España de Copa | 56    | 205  | 98   | 40   | 67   | 321  | 234  | + 87   | 249    | 1/2             |
| Total                        |       | 2709 | 1187 | 639  | 883  | 4234 | 3179 | + 1055 | 3276   | 12 Títulos      |
|                              |       |      |      |      |      |      |      |        |        |                 |

```
A partir de la temporada 1995-96 las victorias valen 3 puntos.
[
16
]
```

## Jugadores

### Récords futbolistas
- Más temporadas en el club: "Sito" y Enrique: 13
- Más partidos oficiales: "Sito": 374 (1984 - 1998)
- Más temporadas en el club en 1.ª: D'Alessandro y Enrique: 9
- Más minutos en partidos oficiales: "Sito": 31.197 (1984 - 1998)
- Máximo goleador histórico: Quique Martín: 71 (65 en 2.ª y 6 en 2.ªB)
- Jugador más expulsado en 1.ª: 4 Pedraza (1976 - 1984).
- Fichaje más caro:  Cătălin Munteanu 3,6 millones de €  Steaua de Bucarest → 1998[17]
- Venta más cara:   Ariza Makukula 5,5 millones de €  FC Nantes → 2002[18]

#### Distinciones individuales de futbolistas

##### Trofeo Pichichi
- Pauleta: 19 goles (1996-97) (Segunda división)

### Goles Históricos
- Primer gol en Primera: Álvarez H. (08/09/1974), UD Salamanca 2 - Elche CF 0
- Gol 50 en Primera: Robi (25/01/1976), UD Salamanca 2 - FC Barcelona 0
- Gol 100 en Primera: Juanito D. (18/09/1977), UD Salamanca 2 - Real Sporting de Gijón 3
- Gol 200 en Primera: Tomé (04/05/1980), UD Salamanca 2 - Sevilla FC 1
- Gol 300 en Primera: Claudio Barragán (08/10/1995), Rayo Vallecano 1 - UD Salamanca 4
- Gol 400 en Primera: Martín Cardetti (04/10/1998), UD Salamanca 1 - Real Valladolid 0

| Posición | Nombre       | Partidos | Titular |
| -------- | ------------ | -------- | ------- |
| 1.º      | D'Alessandro | 242      | 242     |
| 2.º      | Enrique      | 231      | 211     |
| 3.º      | Bustillo     | 157      | 147     |
| 4.º      | Tomé         | 148      | 135     |
| 5.º      | Pedraza      | 123      | 116     |
| 6.º      | Rezza        | 118      | 115     |
| 7.º      | Juanito      | 114      | 106     |
| 8.º      | Pepe         | 113      | 86      |
| 9.º      | Corominas    | 111      | 108     |
| 10.º     | Vellisca     | 111      | 110     |

| Posición | Nombre           | Goles | Partidos |
| -------- | ---------------- | ----- | -------- |
| 1.º      | Juanito          | 25    | 114      |
| 2.º      | Corchado         | 16    | 74       |
| 3.º      | Corominas        | 16    | 111      |
| 4.º      | Pauleta          | 15    | 34       |
| 5.º      | Barbará          | 13    | 61       |
| 6.º      | Carlos Báez      | 12    | 80       |
| 7.º      | Martínez Díaz    | 12    | 33       |
| 8.º      | Víctor Soler     | 12    | 65       |
| 9.º      | Claudio Barragán | 11    | 38       |
| 10.º     | Stîngă           | 11    | 40       |

| Más minutos en 1.ª división \| Posición \| Nombre \| Minutos \| Periodo \| \| -------- \| ------------ \| ------- \| ----------- \| \| 1.º \| D'Alessandro \| 21.693 \| 1974 a 1984 \| \| 2.º \| Enrique \| 18.032 \| 1974 a 1984 \| \| 3.º \| Bustillo \| 13.175 \| 1974 a 1981 \| |              |         |             |
| Posición | Nombre       | Minutos | Periodo     |
| 1.º | D'Alessandro | 21.693  | 1974 a 1984 |
| 2.º | Enrique      | 18.032  | 1974 a 1984 |
| 3.º | Bustillo     | 13.175  | 1974 a 1981 |

### Exjugadores
Pasaron por las filas de la Unión Deportiva Salamanca jugadores como:
| - Everton Giovanella - Bogdan Stelea - Marco Lanna - José Americo Taira - Raúl Gañán - Valentín Jorge Sánchez "Robi" | - José Guillermo del Solar - César Brito - Gabriel Galleguillos - Míchel Salgado - Ángel Lozano - Julio Llorente | - Ángel Lanchas - José Álvarez Huerta - Ángel González Castaños - José Luis Sánchez Barrios - Zé Tó - Balta Sánchez |

## Entrenadores

### Cronología de los entrenadores de los últimos años
- Casimiro Benavente /  José Antonio Bermúdez Rodríguez /  Enrique Orizaola Velázquez (1969/70).
- Enrique Orizaola Velázquez /  José R. Valenzuela (1970/71).
- Enrique Buqu Rojals /  Antonio Herrero González (1971/72).
- José Luis García Traid (1972/78).
- Felipe Mesones Temperán (1978/80).
- Nemesio Martín Montejo /  Juan Muñoz Cerdá /  José María Murcia Agudo (1980/81).
- Manolo Villanova (1981/84).
- Felipe Mesones Temperán /  Juan Muñoz Cerdá /  José Luis García Traid (1984/85).
- Luis María Astorga /  Lete Fernando Redondo Barcenilla /  José Ignacio Aguinaga Crespo (1985/86).
- José Ignacio Aguinaga Crespo (1986/87).
- José Luis García Traid (1987/88).
- José Luis García Traid /  Miguel Losada Serna /  Eduardo Caturla Vázquez (1988/89).
- Eduardo Caturla Vázquez /  Ricardo Néstor Rezza Pérez (1989/90).
- Benito Joanet Jiménez /  Fernando Redondo Barcenilla (1990/91).
- Felipe Mesones /  Neme (1991/92).
- Juan Manuel Lillo (1992/95).
- Juan Manuel Lillo /  Copi Lacasa /  Balta /  Jorge D'Alessandro (1995/96).
- João Alves /  Balta /  Andoni Goikoetxea (1996/97).
- Andoni Goikoetxea /  Balta /  Txetxu Rojo (1997/98).
- Miguel Ángel Russo /  Balta /  Josu Ortuondo /  Lobo Diarte (1998/99).
- Mariano García Remón (1999/2000)*  Balta (1999/2000).
- Juan Señor (2000/01).
- Balta (2001/02).
- Jorge D'Alessandro (2002/03).
- Felipe Miñambres (2003/04) /  Andoni Goikoetxea (2004).
- Javi López (2005/07).
- Juan Ignacio Martínez (2007/08).
- David Amaral (2008/09).
- Juan Carlos Oliva /  Sito /  Jorge D'Alessandro (2009/2010).
- Óscar Cano /  Pepe Murcia /  Balta (2010/2011).
- Balta /  Pablo Zegarra (2011/2012)
- Gorka Etxeberria /  María Hernández (2012/2013)

### Récords entrenadores
- Más temporadas en el club: 9 → José Luis García Traid: (4 en 1.ª división)[20]
- Más temporadas consecutivos: José Luis García Traid: 5 (4 en 1.ª división)
- Más partidos oficiales: José Luis García Traid: 286
- Más partidos oficiales ganados: José Luis García Traid: 123
- Más partidos oficiales en liga: José Luis García Traid: 248
- Más partidos ganados en liga: José Luis García Traid: 105
- Mayor porcentaje de victorias: Juan Manuel Lillo: 49,44%

| Más partidos en 1.ª división \| Posición \| Nombre \| PJ \| PG \| PE \| PP \| GF \| GC \| DG \| \| -------- \| ---------------------- \| --- \| -- \| -- \| -- \| --- \| --- \| --- \| \| 1.º \| José Luis García Traid \| 136 \| 49 \| 37 \| 50 \| 131 \| 136 \| -5 \| \| 2.º \| Felipe Mesones \| 68 \| 26 \| 16 \| 26 \| 73 \| 77 \| -4 \| \| 3.º \| Manolo Villanova \| 68 \| 15 \| 18 \| 35 \| 61 \| 107 \| -46 \| |                        |     |    |    |    |     |     |     |
| Posición | Nombre                 | PJ  | PG | PE | PP | GF  | GC  | DG  |
| 1.º | José Luis García Traid | 136 | 49 | 37 | 50 | 131 | 136 | -5  |
| 2.º | Felipe Mesones         | 68  | 26 | 16 | 26 | 73  | 77  | -4  |
| 3.º | Manolo Villanova       | 68  | 15 | 18 | 35 | 61  | 107 | -46 |

## Presidencia

### Cronología de Presidentes
| - Federico Anaya: 1923, Unión Deportiva Española - Jacinto Elena: 1923 - Benigno González: 1923-1924 - Huberto Sánchez Tabernero: 1924-1929 - Rafael González Cobos: 1929 - Manuel Herrero López: 1929-1930 - Luciano Sánchez Fraile: 1930-1931, Club Deportivo Salamanca - José Tejero Ruiz: 1931-1934, Unión Deportiva Salamanca - Manuel Herrero López: 1934-1935 - Luis Maeso Elorrio: 1935-1938 - Manuel Herrero López: 1938-1940 - Carlos Gutiérrez de Ceballos: 1940-1942 - Luis Maeso Elorrio: 1942-1943 - Andrés García Blanco: 1943-1944 - Pablo Beltrán de Heredia: 1944-1946 - Francisco García Revillo: 1947-1950 - Manuel Rosell de la Peña: 1950-1951 - Juan Antonio Martín Sendín: 1951-1953 - Francisco García Revillo: 1953-1957 - Ricardo Sánchez Martínez: 1957-1958 - Dámaso Sánchez de Vega: 1958-1960 - Vicente del Río: 1960-1962 - Francisco García: 1962-1963 | - Gerardo Ramos: 1963-1965 - Augusto Pimenta de Almeida: 1965-1971 - José Luis Paniagua López: 1971-1975 - Francisco Cosme Maza: 1975-1977 - Sebastián Polo Rodríguez: 1977-1978 - Jesús Sánchez Belda: 1978 - Valeriano López Egido: 1978-1979 - José Luis Paniagua López: 1979-1980 - Juan Bautista Alonso Duel: 1980-1981 - Francisco Ortiz de Urbina Díez: 1981-1985 - Javier Rey Harguindey: 1985-1987 - Juan José Hidalgo Acera: 1987-1988 - Alfonso del Arco Inestal: 1988-1989 - Juan José Hidalgo Acera: 1989-1992 - Mariano Rodríguez Sánchez: 1992 - Juan José Hidalgo Acera: 1992-2002 - Carlos Adame Gómez: 2002-2003 - Juan José Hidalgo Acera: 2002-2003 - Ángel Mazas Acosta: 2003-2007 - Juan José Pascual Alfonso: 2007-2011 - Francisco Hernández Castellano: 2012-2013 - Alfonso del Arco Inestal: 2013 |

## Palmarés

### Campeonatos nacionales
Subcampeón de Segunda División de España (4): 1941-42 (Gr. I), 1950-51 (Gr. II), 1981-82, 1996-97.
- Segunda División B de España (4): 1987-88 (Gr. III), 1991-92 (Gr. I), 1993-94 (Gr. I), 2005-06 (Gr. II).
  - Subcampeón de Segunda División B de España (1): 1992-93 (Gr. I).
- Tercera División de España (6): 1955-56 (Gr. XV), 1956-57 (Gr. XIV), 1964-65 (Gr. XIII), 1966-67 (Gr. XIII), 1968-69 (Gr. VIII), 1972-73 (Gr. II).
  - Subcampeón de Tercera División de España (5): 1954-55 (Gr. XV), 1958-59 (Gr. XIII), 1959-60 (Gr. XIII), 1967-68 (Gr. XIII), 1971-72 (Gr. II).

#### Copa del Rey
- Semifinales (1): 1976-77.

| Títulos oficiales                         | Nacionales | Nacionales | Nacionales | Nacionales | Nacionales | Nacionales | Nacionales                              | Total |
| Títulos oficiales                         |            |            |            |            |            |            | Copa Real Federación Española de Fútbol | Total |
| ----------------------------------------- | ---------- | ---------- | ---------- | ---------- | ---------- | ---------- | --------------------------------------- | ----- |
| U.D. Salamanca                            |            |            | 4          | 6          |            |            |                                         | 10    |
| Datos actualizados a 30 de junio de 2006. |            |            |            |            |            |            |                                         |       |

- Campeonato de España de Aficionados (2): 1958, 1959.
  - Subcampeón del Campeonato de España de Aficionados (1): 1957.

### Campeonatos regionales

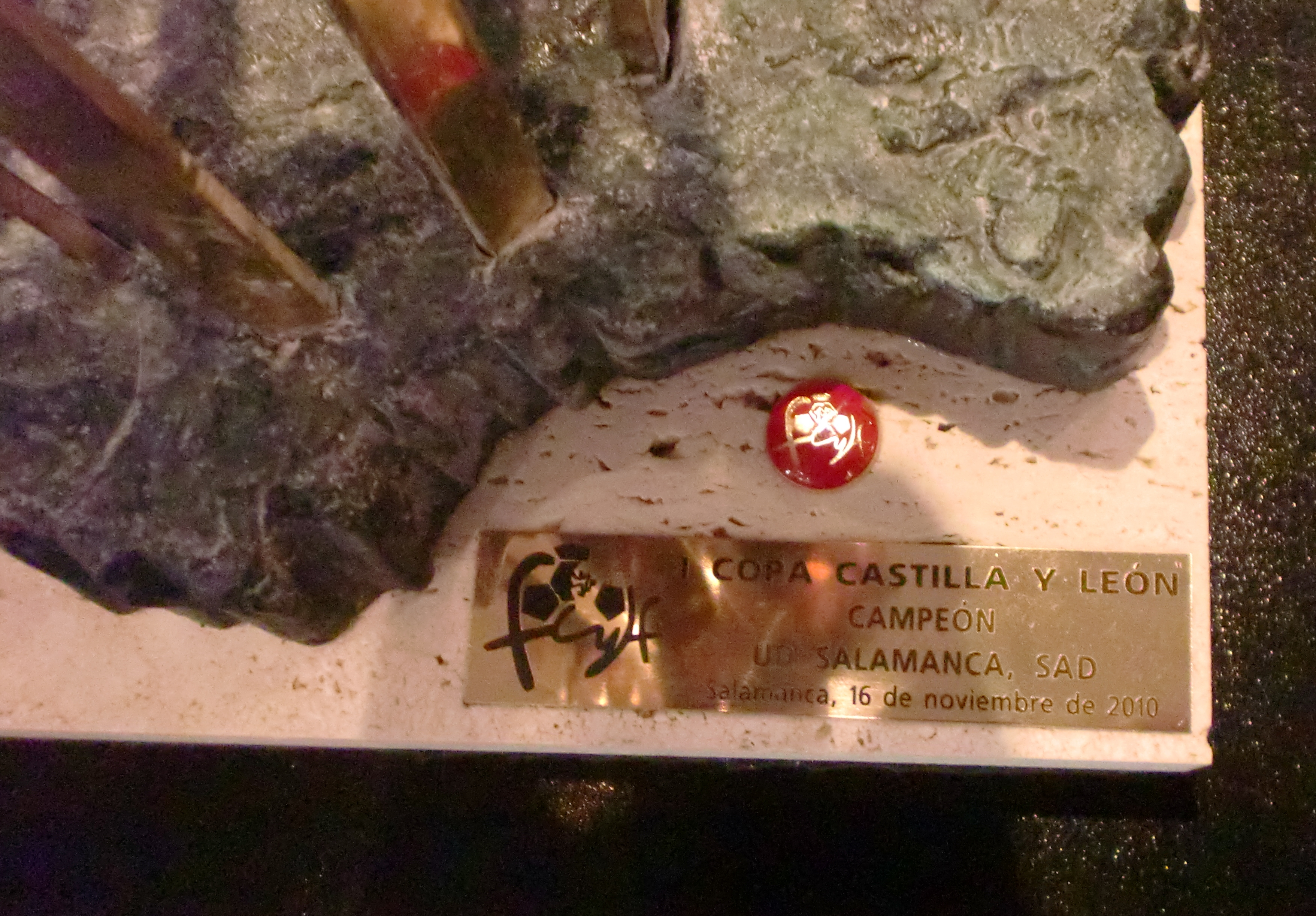
Placa en el trofeo de la Copa Castilla y León en la que aparece el nombre de la U.D.Salamanca.

- Campeonato Regional Leonés (1): 1924.
- Copa Castilla y León (1):  2009-10.

### Trofeos amistosos
- Trofeo Ciudad de Salamanca (4): 1996, 1998, 1999, 2000.
  - Subcampeón del Trofeo Ciudad de Salamanca (5): 1994, 1995, 1997, 2001, 2002.
- Trofeo Ciudad de Zamora (4): 1983, 1988, 1991, 1996.
  - Subcampeón del Trofeo Ciudad de Zamora (1): 2006.
- Trofeo Ciudad de Almendralejo (2): 1973, 1997.
- Trofeo Cervantes (1): 1972.
  - Subcampeón del Trofeo Cervantes (2): 1973, 1987.
- Trofeo Emma Cuervo (1): 1976.
  - Subcampeón del Trofeo Emma Cuervo (1): 2002.
- Trofeo Ciudad de Santa Cruz (1): 1976.
- Trofeo Ciudad de La Línea (1): 1977.
- Trofeo Ciudad de Valladolid (1): 1977.
- Trofeo Bahía de Algeciras (1): 1980.
- Trofeo Ciudad de Cáceres (1): 1981.
  - Subcampeón del Trofeo Ciudad de Cáceres (1): 1991.
- Trofeo Alcarria (1): 1982.
- Trofeo San Agustín (1): 1988.
- Trofeo Concepción Arenal (1): 1989.
- Trofeo Villa de Leganés (1): 1997.
- Trofeo del Olivo (1): 1997.
- Trofeo Ramón Losada (1): 2003.
- Trofeo Ciudad de Mérida (1): 2008.

## Trayectoria temporada a temporada
| Temporada | Categoría             | puesto | Copa         | Notas                                                          |
| --------- | --------------------- | ------ | ------------ | -------------------------------------------------------------- |
| 1928-35   | Divisiones Regionales |        | No participó | Inaugurada Liga de Fútbol                                      |
| 1935-36   | Divisiones Regionales | 1.º    | No participó | primer ascenso a 2.ª                                           |
| 1936-39   |                       |        |              | Guerra civil española                                          |
| 1939-40   | 2.ª División          | 5.º    | No participó |                                                                |
| 1940-41   | 2.ª División          | 7.º    | 1.ª ronda    |                                                                |
| 1941-42   | 2.ª División          | 2.º    | 1.ª ronda    |                                                                |
| 1942-43   | 2.ª División          | 8.º    | 1.ª ronda    |                                                                |
| 1943-44   | 3.ª División          | 3.º    | 1.ª ronda    |                                                                |
| 1944-45   | 3.ª División          | 1.º    | No participó | 2.º ascenso a 2.ª                                              |
| 1945-46   | 2.ª División          | 13.º   | 1.ª ronda    | 2.º descenso a 3.ª                                             |
| 1946-47   | 3.ª División          | 2.º    | No participó |                                                                |
| 1947-48   | 3.ª División          | 1.º    | 1.ª ronda    |                                                                |
| 1948-49   | 3.ª División          | 2.º    | 5.ª ronda    | tercer ascenso a 2.ª                                           |
| 1949-50   | 2.ª División          | 4.º    | 1.ª ronda    |                                                                |
| 1950-51   | 2.ª División          | 2.º    | No participó |                                                                |
| 1951-52   | 2.ª División          | 7.º    | No participó |                                                                |
| 1952-53   | 2.ª División          | 13.º   | 1.ª ronda    |                                                                |
| 1953-54   | 2.ª División          | 15.º   | No participó | tercer descenso a 3.ª                                          |
| 1954-55   | 3.ª División          | 2.º    | No participó |                                                                |
| 1955-56   | 3.ª División          | 1.º    | No participó | Comienzo competiciones UEFA                                    |
| 1956-57   | 3.ª División          | 1.º    | No participó |                                                                |
| 1957-58   | 3.ª División          | 3.º    | No participó |                                                                |
| 1958-59   | 3.ª División          | 2.º    | No participó |                                                                |
| 1959-60   | 3.ª División          | 2.º    | No participó | 4.º ascenso a 2.ª                                              |
| 1960-61   | 2.ª División          | 10.º   | 1.ª ronda    |                                                                |
| 1961-62   | 2.ª División          | 12.º   | 1.ª ronda    |                                                                |
| 1962-63   | 2.ª División          | 11.º   | 1.ª ronda    |                                                                |
| 1963-64   | 2.ª División          | 15.º   | 1.ª ronda    | 4.º descenso a 3.ª                                             |
| 1964-65   | 3.ª División          | 1.º    | No participó |                                                                |
| 1965-66   | 3.ª División          | 3.º    | No participó |                                                                |
| 1966-67   | 3.ª División          | 1.º    | No participó |                                                                |
| 1967-68   | 3.ª División          | 2.º    | No participó |                                                                |
| 1968-69   | 3.ª División          | 1.º    | No participó | 5.º ascenso a 2.ª                                              |
| 1969-70   | 2.ª División          | 19.º   | 1/16         | 5.º descenso a 3.ª                                             |
| 1970-71   | 3.ª División          | 10.º   | 3.ª ronda    |                                                                |
| 1971-72   | 3.ª División          | 2.º    | 1.ª ronda    |                                                                |
| 1972-73   | 3.ª División          | 1.º    | 2.ª ronda    | 6.º ascenso a 2.ª                                              |
| 1973-74   | 2.ª División          | 3.º    | 4.ª ronda    | primer ascenso a 1.ª                                           |
| 1974-75   | 1.ª División          | 7.º    | 4.ª ronda    | Mejor clasificación en liga                                    |
| 1975-76   | 1.ª División          | 9.º    | 4.ª ronda    |                                                                |
| 1976-77   | 1.ª División          | 12.º   | 1/2          | Mejor clasificación en copa                                    |
| 1977-78   | 1.ª División          | 9.º    | 1.ª ronda    | Se crea la 2.ªB                                                |
| 1978-79   | 1.ª División          | 10.º   | 1/8          |                                                                |
| 1979-80   | 1.ª División          | 9.º    | 4.ª ronda    |                                                                |
| 1980-81   | 1.ª División          | 17.º   | 1/4          | primer descenso a 2.ª                                          |
| 1981-82   | 2.ª División          | 2.º    | 1/8          | 2.º ascenso a 1.ª                                              |
| 1982-83   | 1.ª División          | 13.º   | 1/8          |                                                                |
| 1983-84   | 1.ª División          | 18.º   | 3.ª ronda    | 2.º descenso a 2.ª                                             |
| 1984-85   | 2.ª División          | 17.º   | 2.ª ronda    | primer descenso a 2.ªB                                         |
| 1985-86   | 2.ª División B        | 3.º    | 2.ª ronda    |                                                                |
| 1986-87   | 2.ª División B        | 5.º    | 3.ª ronda    |                                                                |
| 1987-88   | 2.ª División B        | 1.º    | 4.ª ronda    | 7.º ascenso a 2.ª                                              |
| 1988-89   | 2.ª División          | 7.º    | 2.ª ronda    |                                                                |
| 1989-90   | 2.ª División          | 11.º   | 1.ª ronda    |                                                                |
| 1990-91   | 2.ª División          | 18.º   | 4.ª ronda    | 2.º descenso a 2.ªB                                            |
| 1991-92   | 2.ª División B        | 1.º    | 2.ª ronda    |                                                                |
| 1992-93   | 2.ª División B        | 2.º    | 3.ª ronda    |                                                                |
| 1993-94   | 2.ª División B        | 1.º    | 4.ª ronda    | 8.º ascenso a 2.ª                                              |
| 1994-95   | 2.ª División          | 4.º    | 4.ª ronda    | tercer ascenso a 1.ª                                           |
| 1995-96   | 1.ª División          | 22.º   | 3.ª ronda    | Primera Liga con 3 puntos por victoria / tercer descenso a 2.ª |
| 1996-97   | 2.ª División          | 2.º    | 2.ª ronda    | 4.º ascenso a 1.ª                                              |
| 1997-98   | 1.ª División          | 15.º   | 3.ª ronda    |                                                                |
| 1998-99   | 1.ª División          | 20.º   | 3.ª ronda    | Fin Recopa / 4.º descenso a 2.ª                                |
| 1999-00   | 2.ª División          | 4.º    | 1.ª ronda    |                                                                |
| 2000-01   | 2.ª División          | 9.º    | 1/32         |                                                                |
| 2001-02   | 2.ª División          | 11.º   | 1/8          |                                                                |
| 2002-03   | 2.ª División          | 7.º    | 1/32         |                                                                |
| 2003-04   | 2.ª División          | 11.º   | 1/16         |                                                                |
| 2004-05   | 2.ª División          | 21.º   | 1/32         | tercer descenso a 2.ªB                                         |
| 2005-06   | 2.ª División B        | 1.º    | 2.ª ronda    | 9.º ascenso a 2.ª                                              |
| 2006-07   | 2.ª División          | 12.º   | 2.ª ronda    |                                                                |
| 2007-08   | 2.ª División          | 7.º    | 2.ª ronda    | Fin Intertoto                                                  |
| 2008-09   | 2.ª División          | 9.º    | 3.ª ronda    |                                                                |
| 2009-10   | 2.ª División          | 16.º   | 1/16         |                                                                |
| 2010-11   | 2.ª División          | 19.º   | 2.ª ronda    | 4.º descenso a 2.ªB                                            |
| 2011-12   | 2.ª División B        | 9.º    | 2.ª ronda    |                                                                |
| 2012-13   | 2.ª División B        | 8.º    | No participó | Desaparición                                                   |
| Temporada | Categoría             | puesto | Copa         | Notas                                                          |

```
LEYENDA

 :Ascenso de categoría

 :Descenso de categoría

 :Descenso administrativo
```

```
 La 
Segunda División B
 fue introducida en 1977 como categoría intermedia entre la 
Segunda División
 y 
Tercera División
.
```

### Participaciones enCopa del Rey
| Temporada | Ronda         | Rival                     | Local       | Visitante                            | Global          |  |
| --------- | ------------- | ------------------------- | ----------- | ------------------------------------ | --------------- |  |
| 1940-41   | Primera ronda | Real Valladolid Deportivo | 1-3         | 1-2                                  | 2-5             |  |
| 1941-42   | Primera ronda | Atlético de Aviación      | 1-0         | 1-6                                  | 2-6             |  |
| 1942-43   | Primera ronda | Real Madrid CF            | 0-1         | 1-5                                  | 1-6             |  |
| 1943-44   | Primera ronda | AD Ferroviaria            | 1-1         | 2-6 (Madrid)                         | 3-7             |  |
| 1945-46   | Primera ronda | CD Alcoyano               | 2-3         | 1-5                                  | 3-8             |  |
| 1947-48   | Primera ronda | Atlético de Zamora        |             | 1-3                                  | 1-3             |  |
| 1948-49   | 1.ª ronda     | Atlético de Zamora        | 2-0         |                                      | 2-0             |  |
| 1948-49   | 2.ª ronda     | Real Ávila CF             |             | 4-2                                  | 4-2             |  |
| 1948-49   | 3.ª ronda     | SD Gimnástica Segoviana   |             | 4-2                                  | 4-2             |  |
| 1948-49   | 4.ª ronda     | Levante UD                | 6-1         |                                      | 6-1             |  |
| 1948-49   | 5.ª ronda     | Real Celta de Vigo        |             | 3-6                                  | 3-6             |  |
| 1949-50   | Primera ronda | AD Plus Ultra             | 1-2         |                                      | 1-2             |  |
| 1952-53   | Primera ronda | Club Ferrol               | 1-1         | 0-2                                  | 1-3             |  |
| 1960-61   | Primera ronda | CD Tenerife               | 1-1         | 0-2                                  | 1-3             |  |
| 1961-62   | Primera ronda | Club Atlético de Ceuta    | 2-1         | 0-2                                  | 2-3             |  |
| 1962-63   | Primera ronda | CD San Fernando           | 4-0         | 0-4 → 1-1 (Valencia) → 1-2 (Badajoz) | 4-4 → 5-5 → 6-7 |  |
| 1963-64   | Primera ronda | CD Málaga                 | 1-1         | 1-4                                  | 2-5             |  |
| 1969-70   | 4.ª ronda     | CD Tortosa                | 3-0         | 0-2                                  | 3-2             |  |
| 1969-70   | 5.ª ronda     | Exento                    |             |                                      |                 |  |
| 1969-70   | 1/16          | Real Zaragoza             | 0-0         | 0-1                                  | 0-1             |  |
| 1970-71   | 1.ª ronda     | CD Lugo                   | 1-0         | 2-0                                  | 3-0             |  |
| 1970-71   | 2.ª ronda     | Exento                    |             |                                      |                 |  |
| 1970-71   | 3.ª ronda     | Deportivo de La Coruña    | 2-0         | 0-4                                  | 2-4             |  |
| 1971-72   | 1.ª ronda     | Baracaldo CF              | 2-2         | 1-1                                  | 3-3             |  |
| 1972-73   | 1.ª ronda     | Zamora CF                 | 3-0         | 1-0 (Salamanca)                      | 4-0             |  |
| 1972-73   | 2.ª ronda     | Deportivo Alavés          | 0-0         | 1-2                                  | 1-2             |  |
| 1973-74   | 3.ª ronda     | CD Alcoyano               | 3-0         | 1-1                                  | 4-1             |  |
| 1973-74   | 4.ª ronda     | Elche CF                  | 1-1         | 1-2                                  | 2-3             |  |
| 1974-75   | Cuarta ronda  | FC Barcelona Atlético     | 1-1         | 1-2                                  | 4-0             |  |
| 1975-76   | Cuarta ronda  | FC Barcelona              | 1-0         | 1-3                                  | 2-3             |  |
| 1976-77   | 1.ª ronda     | UD Poblense               | 3-1         | 1-1                                  | 4-2             |  |
| 1976-77   | 2.ª ronda     | CD Ourense                | 2-1         | 3-1                                  | 5-2             |  |
| 1976-77   | 3.ª ronda     | AD Ceuta                  | 2-1 → p 4-3 | 0-1                                  | 2-2 → p 4-3     |  |
| 1976-77   | 4.ª ronda     | Exento                    |             |                                      |                 |  |
| 1976-77   | 1/8           | Recreativo de Huelva      | 1-0         | 1-0                                  | 2-0             |  |
| 1976-77   | 1/4           | Real Zaragoza             | 3-1         | 0-1                                  | 3-2             |  |
| 1976-77   | 1/2           | Athletic Club             | 1-2         | 0-6                                  | 1-8             |  |
| 1977-78   | Primera ronda | CD Atlético Baleares      | 0-1         | 1-1                                  | 1-2             |  |
| 1978-79   | 1.ª ronda     | SD Almazán                | 3-1         | 4-0                                  | 7-1             |  |
| 1978-79   | 2.ª ronda     | CD Venta de Baños         | 7-2         | 3-0                                  | 10-2            |  |
| 1978-79   | 3.ª ronda     | Fabril Deportivo          | 4-0         | 3-1                                  | 7-1             |  |
| 1978-79   | 4.ª ronda     | Exento                    |             |                                      |                 |  |
| 1978-79   | 1/8           | Sevilla FC                | 1-0         | 0-2                                  | 1-2             |  |
| 1979-80   | 1.ª ronda     | CD Benavente              | 3-0         | 5-0                                  | 8-0             |  |
| 1979-80   | 2.ª ronda     | CyD Leonesa               | 2-1         | 0-0                                  | 2-1             |  |
| 1979-80   | 3.ª ronda     | UP Langreo                | 1-0         | 0-0                                  | 1-0             |  |
| 1979-80   | 4.ª ronda     | CD Logroñes               | 1-1         | 0-1                                  | 1-2             |  |
| 1980-81   | 1.ª ronda     | CyD Leonesa               | 2-0         | 3-0                                  | 5-0             |  |
| 1980-81   | 2.ª ronda     | Real Valladolid Promesas  | 3-0         | 1-2                                  | 4-2             |  |
| 1980-81   | 3.ª ronda     | Tarrasa FC                | 1-0         | 0-0                                  | 1-0             |  |
| 1980-81   | 4.ª ronda     | Exento                    |             |                                      |                 |  |
| 1980-81   | 1/8           | Granada CF                | 1-0         | 1-0                                  | 2-0             |  |
| 1980-81   | 1/4           | Athletic Club             | 2-1         | 0-2                                  | 2-3             |  |
| 1981-82   | 1.ª ronda     | Real Valladolid Promesas  | 5-0         | 2-0                                  | 7-0             |  |
| 1981-82   | 2.ª ronda     | Palencia CF               | 1-1 → p 7-6 | 1-1                                  | 2-2 → p 7-6     |  |
| 1981-82   | 3.ª ronda     | Real Murcia CF            | 2-0         | 0-1                                  | 2-1             |  |
| 1981-82   | 4.ª ronda     | RCD Mallorca              | 2-0         | 0-0                                  | 2-0             |  |
| 1981-82   | 1/8           | Real Zaragoza             | 2-0         | 0-3                                  | 2-3             |  |
| 1982-83   | 1.ª ronda     | Real Valladolid Promesas  | 5-0         | 1-1                                  | 5-1             |  |
| 1982-83   | 2.ª ronda     | Burgos CF                 | 3-0         | 0-2                                  | 3-2             |  |
| 1982-83   | 3.ª ronda     | Barcelona Atlético        | 1-1         | 1-1 → p 4-2                          | 2-2 → p 4-2     |  |
| 1982-83   | 4.ª ronda     | Exento                    |             |                                      |                 |  |
| 1982-83   | 1/8           | Real Sociedad             | 2-0 → p 3-4 | 0-2                                  | 2-2 → p 3-4     |  |
| 1983-84   | 1.ª ronda     | Atlético Astorga FC       | 3-0         | 2-0                                  | 5-0             |  |
| 1983-84   | 2.ª ronda     | Palencia CF               | 2-1         | 2-1                                  | 4-2             |  |
| 1983-84   | 3.ª ronda     | UD Las Palmas             | 1-3         | 0-0                                  | 1-3             |  |
| 1984-85   | 1.ª ronda     | CyD Leonesa               | 3-1         | 0-1                                  | 3-2             |  |
| 1984-85   | 2.ª ronda     | Real Valladolid Deportivo | 1-3         | 1-1                                  | 2-4             |  |
| 1985-86   | 1.ª ronda     | Atlético Astorga FC       | 4-1         | 1-0                                  | 5-1             |  |
| 1985-86   | 2.ª ronda     | Real Burgos CF            | 1-0         | 1-3                                  | 2-3             |  |
| 1986-87   | 1.ª ronda     | CD Toreno                 | 7-0         |                                      | 7-0             |  |
| 1986-87   | 2.ª ronda     | Real Valladolid Promesas  | 3-0         |                                      | 3-0             |  |
| 1986-87   | 3.ª ronda     | Villarreal CF             |             | 0-2                                  | 0-2             |  |
| 1987-88   | 1.ª ronda     | Zamora C.F.               | 4-0         | 2-0                                  | 6-0             |  |
| 1987-88   | 2.ª ronda     | CD Cristo Olímpico        | 2-1         | 1-1                                  | 3-2             |  |
| 1987-88   | 3.ª ronda     | Sanvicenteño CF           | 5-0         | 0-0                                  | 5-0             |  |
| 1987-88   | 4.ª ronda     | Valencia CF               | 0-2         | 1-1                                  | 1-3             |  |
| 1988-89   | 1.ª ronda     | SD Ponferradina           | 2-1         | 1-0                                  | 3-1             |  |
| 1988-89   | 2.ª ronda     | CD Lugo                   | 2-1         | 0-2                                  | 2-3             |  |
| 1989-90   | Primera ronda | Recreativo de Huelva      | 2-2         | 1-2                                  | 3-4             |  |
| 1990-91   | 3.ª ronda     | AEC Manlleu               | 2-0         | 1-1                                  | 3-1             |  |
| 1990-91   | 4.ª ronda     | Real Celta de Vigo        | 2-2         | 0-1                                  | 2-3             |  |
| 1991-92   | 1.ª ronda     | Atlético Astorga FC       | 8-2         | 1-0                                  | 9-2             |  |
| 1991-92   | 2.ª ronda     | Real Ávila CF             | 2-0         | 0-3                                  | 2-3             |  |
| 1992-93   | 1.ª ronda     | Cultural de León          | 5-1         | 3-0                                  | 8-1             |  |
| 1992-93   | 2.ª ronda     | CyD Leonesa               | 1-0         | 0-0                                  | 1-0             |  |
| 1992-93   | 3.ª ronda     | Torrevieja CF             | 0-1         | 2-1 → p ?-?                          | 2-2 → p ?-?     |  |
| 1993-94   | 1.ª ronda     | Hullera Vasco-Leonesa     | 5-0         | 1-0                                  | 6-0             |  |
| 1993-94   | 2.ª ronda     | Real Ávila CF             | 4-0         | 1-0                                  | 5-0             |  |
| 1993-94   | 3.ª ronda     | RCD Mallorca              | 3-1         | 1-0                                  | 4-1             |  |
| 1993-94   | 4.ª ronda     | Polideportivo Ejido       | 4-1         | 0-3                                  | 4-4             |  |
| 1994-95   | 2.ª ronda     | Granada C.F.              | 2-0         | 2-0                                  | 4-0             |  |
| 1994-95   | 3.ª ronda     | CA Osasuna                | 3-1         | 2-0                                  | 5-1             |  |
| 1994-95   | 4.ª ronda     | Valencia CF               | 2-1         | 0-3                                  | 2-4             |  |
| 1995-96   | 2.ª ronda     | SCD de Durango            | 4-0         | 2-0                                  | 6-0             |  |
| 1995-96   | 3.ª ronda     | Athletic Club             | 0-0         | 1-3                                  | 1-3             |  |
| 1996-97   | 1.ª ronda     | CD Manchego               | 2-1         | 0-0                                  | 2-1             |  |
| 1996-97   | 2.ª ronda     | Real Madrid CF            | 0-2         | 0-2                                  | 0-4             |  |
| 1997-98   | 2.ª ronda     | CD Toledo                 | 2-0         | 1-0                                  | 3-0             |  |
| 1997-98   | 3.ª ronda     | CF Extremadura            | 2-1         | 0-1                                  | 2-2             |  |
| 1998-99   | Tercera ronda | Sevilla FC                | 0-2         | 0-0                                  | 0-2             |  |
| 1999-00   | Primera ronda | Rayo Vallecano            | 2-2         | 2-4                                  | 4-6             |  |
| 2000-01   | 1/32          | Atlético de Madrid        |             | 0-1                                  | 0-1             |  |
| 2001-02   | 1/32          | CD Numancia               | 2-0         |                                      | 2-0             |  |
| 2001-02   | 1/16          | Real Celta de Vigo        | 1-0         |                                      | 1-0             |  |
| 2001-02   | 1/8           | Athletic Club             | 2-2         | 0-2                                  | 2-4             |  |
| 2002-03   | 1/32          | Racing de Ferrol          | 0-4         |                                      | 0-4             |  |
| 2003-04   | 1/32          | Rayo Vallecano            | 1-0         |                                      | 1-0             |  |
| 2003-04   | 1/16          | Real Zaragoza             | 2-3         |                                      | 2-3             |  |
| 2004-05   | 1/32          | CD Mirandés               |             | 2-3                                  | 2-3             |  |
| 2005-06   | 1.ª ronda     | Exento                    |             |                                      |                 |  |
| 2005-06   | 2.ª ronda     | Burgos CF                 |             | 1-3                                  | 1-3             |  |
| 2006-07   | 1.ª ronda     | Exento                    |             |                                      |                 |  |
| 2006-07   | 2.ª ronda     | UD Almería                | 0-1         |                                      | 0-1             |  |
| 2007-08   | Segunda ronda | Elche CF                  | 1-2         |                                      | 1-2             |  |
| 2008-09   | 2.ª ronda     | UD Las Palmas             | 2-1         |                                      | 2-1             |  |
| 2008-09   | 3.ª ronda     | CD Castellón              | 0-1         |                                      | 0-1             |  |
| 2009-10   | 2.ª ronda     | CD Castellón              | 1-1 → p 4-3 |                                      | 1-1 → p 4-3     |  |
| 2009-10   | 3.ª ronda     | FC Cartagena              | 2-0         |                                      | 2-0             |  |
| 2009-10   | 1/16          | Racing de Santander       | 1-0         | 1-4                                  | 2-4             |  |
| 2010-11   | Segunda ronda | Real Betis Balompié       |             | 1-2                                  | 1-2             |  |
| 2011-12   | 1.ª ronda     | Náxara CD                 |             | 3-0                                  | 3-0             |  |
| 2011-12   | 2.ª ronda     | Real Oviedo               |             | 1-1 → p 2-3                          | 1-1 → p 2-3     |  |

## Equipo Filial
El equipo filial de la UD Salamanca era el Club Deportivo Salmantino, el cual militó la mayoría de sus temporadas en Tercera División. Durante los años 1997 y 2007 se denominó sencillamente UD Salamanca "B".
En 2013, tras la desaparición de la UD Salamanca, el equipo filial también desapareció.

## Categorías inferiores
Contaba con varios equipos en sus líneas empezando desde el Salmantino hasta benjamín B.

## Socios en las últimas temporadas
| Temporada | Categoría | Socios |
| --------- | --------- | ------ |
| 2012-13   | Segunda B | 5.000  |
| 2011-12   | Segunda B | 4.100  |
| 2010-11   | Segunda   | 5.700  |
| 2009-10   | Segunda   | 5.600  |
| 2008-09   | Segunda   | 5.800  |
| 2007-08   | Segunda   | 5.263  |
| 2006-07   | Segunda   | 6.421  |
| 2005-06   | Segunda B | 4.760  |
| 2004-05   | Segunda   | 5.382  |
| 2003-04   | Segunda   | 4.554  |
| 2002-03   | Segunda   | 4.727  |
| 2001-02   | Segunda   | 5.923  |
| 2000-01   | Segunda   | 7.011  |
| 1999-00   | Segunda   | 7.916  |
| 1998-99   | Primera   | 9.528  |
| 1997-98   | Primera   | 8.828  |
| 1996-97   | Segunda   | 9.190  |
| 1995-96   | Primera   | 13.550 |
| 1994-95   | Segunda   | 5.600  |
| 1993-94   | Segunda B | 3.100  |

## Sección de atletismo
La sección de atletismo contó con atletas internacionales y olímpicos, destacando entre ellos al salmantino 12 veces Campeón de España José Luis Sánchez Paraíso. En este deporte, la UDS contó con algunos campeonatos nacionales por equipos:
- Campeonato de España de Relevos 4x100m lisos masculinos (5): 1972, 1973, 1974, 1975 y 1977.
- Campeonato de España de Relevos 4x400m lisos masculinos (1): 1975.

En categoría femenina, en 1969 fue campeona de la División de Honor, máxima categoría de la liga española de clubes de atletismo.

## Rivalidades
El derbi de Castilla y León que se había repetido más veces a lo largo de la historia en Primera División es el que enfrentaba a Real Valladolid C.F. y a Unión Deportiva Salamanca, ya que se trata de los dos equipos de la comunidad que más años habían competido en la máxima categoría.

## Filmografía
- Documental TVE (9-4-2015), «Conexión Vintage - 'Añorada UDS'» en RTVE.es[25]
- Documental TVE (24-9-2013), «Conexión Vintage Exprés - 'Equipos históricos de La Liga: UD Salamanca'» en RTVE.es